# Ольховатка (Андреевский сельсовет)
Ольховатка — деревня в Касторенском районе Курской области России. Входит в состав Андреевского сельсовета.

## География
Деревня находится в восточной части Курской области, в лесостепной зоне, в пределах юго-западной части Среднерусской возвышенности, на левом берегу ручья Скакун (приток Олыма), к востоку от железнодорожной ветки Ефремов — Валуйки, на расстоянии примерно 10 километров (по прямой) к северу от посёлка городского типа Касторное, административного центра района. Абсолютная высота — 166 метров над уровнем моря.
Климат
Климат характеризуется как умеренный, со среднегодовой температурой воздуха +5,1 °C и среднегодовым количеством осадков 547 мм.
Часовой пояс
Деревня Ольховатка, как и вся Курская область, находится в часовой зоне МСК (московское время). Смещение применяемого времени относительно UTC составляет +3:00.

## Население
| 2002 | 2010 |
| ---- | ---- |
| 63   | ↘30  |

Гендерный состав
По данным Всероссийской переписи населения 2010 года в гендерной структуре населения мужчины составляли 40 %, женщины — соответственно 60 %.
Национальный состав
Согласно результатам переписи 2002 года, в национальной структуре населения русские составляли 100 % из 63 чел.